# Javier Garciadiego
Javier Garciadiego Dantán (Ciudad de México, 5 de septiembre de 1951) es un historiador, escritor y académico mexicano. Se especializa en la Revolución mexicana. Es catedrático en El Colegio de México desde 1991, que presidió entre 2005 y 2015. Es miembro de El Colegio Nacional, de la Academia Mexicana de la Lengua y de la Academia Mexicana de la Historia, que actualmente preside desde 2018.

## Estudios
Obtuvo la licenciatura en Ciencia Política por la Universidad Nacional Autónoma de México en 1974, realizó una maestría en Historia de América Latina en la Universidad de Chicago (1979), obtuvo el doctorado en Historia de México en El Colegio de México (1982), así como un doctorado en Historia de América Latina nuevamente en la Universidad de Chicago (1988).

## Docencia y académico
Ha sido investigador y profesor en la Universidad Nacional Autónoma de México, en el Instituto Tecnológico Autónomo de México y en El Colegio de México. Como profesor visitante ha impartido cursos en Chicago, Florencia, Dublín, en España en la Universidad Complutense, en la Universidad de Salamanca y en la Fundación Ortega y Gasset. También ha impartido conferencias en Harvard, Stanford, Oxford, Cambridge, París, Hamburgo, Colonia, Leipzig, Bonn, Madrid, Princeton, Buenos Aires, Santiago de Chile, Quito y La Habana.
Fue director del Centro de Estudios Históricos de El Colegio de México. Dirigió el Instituto Nacional de Estudios Históricos de la Revolución Mexicana (INEHRM) pero renunció al cargo en septiembre de 2005, y de esta manera poder asumir la presidencia de El Colegio de México para el período de 2005 a 2010. En 2008 fue nombrado miembro de la Academia Mexicana de la Historia, y ocupa desde entonces el sillón 12.
El 13 de septiembre de 2012 fue elegido como miembro de número de la Academia Mexicana de la Lengua para ocupar la silla XXIX, tomó posesión de su cargo el 9 de mayo de 2013 con el discurso El apolíneo Alfonso Reyes y el dionisíaco José Vasconcelos: encuentros y desencuentros, el cual fue respondido por Adolfo Castañón.
Ingresó a El Colegio Nacional el 25 de febrero de 2016. Su lección inaugural fue contestada por el doctor José Ramón Cossío.

## La Capilla Alfonsina
El 25 de abril del 2017, se anunció en los medios periodísticos mexicanos que el nuevo director de la casa sería Javier Garciadiego Dantán, expresidente de El Colegio de México, institución académica pública mexicana que el propio Reyes contribuyó a fundar, en 1938, al lado de Daniel Cosío Villegas, en los años del refugio español en México.

## Reconocimientos y distinciones
- Premio Salvador Azuela por el Instituto Nacional de Estudios Históricos de la Revolución Mexicana, en noviembre de 1994.
- Ganador del concurso Biografías para leerse, por la biografía de Manuel Gómez Morín, otorgado por el Fondo Nacional para la Cultura y las Artes en 1997.
- Caballero gran cruz de la Orden de Isabel la Católica por el gobierno de España en 2005.[9]
- Premio Juchimán de Plata otorgado por el Gobierno de Tabasco en 2010.[10]
- La Orden de Orange-Nassau, en Grado de Oficial, por el gobierno del Reino de los Países Bajos en 2011.

## Libros publicados
- Así fue la Revolución mexicana (1985-1986); ocho volúmenes.
- Rudos contra científicos. La Universidad Nacional durante la Revolución mexicana (1996)
- Porfiristas eminentes (1996)
- La Revolución mexicana. Crónicas, documentos, planes y testimonios (2003)
- Alfonso Reyes (2004)
- Introducción histórica a la Revolución mexicana (2006)
- Cultura y política en el México posrevolucionario (2006).[11]

## Artículos de revista
- Friedrich Katz, 1927-2010. Historia Mexicana, v. 61, no.1 (241) (jul.-sept.2011) p. 403-410. http://historiamexicana.colmex.mx/index.php/RHM/article/view/283
- Alemania y la revolución mexicana. Foro Internacional, v. 32, no. 2-3 (128-129) (abril-sept. 1992) pp. 429-448. http://forointernacional.colmex.mx/index.php/fi/article/view/1291